# Fernando Cento
Fernando Cento (Pollenza, Itália, 10 de agosto de 1883 — Roma, 13 de janeiro de 1973) foi um cardeal da Igreja Católica.
Fernando Cento frequentou o seminário de Macerata, prolongando os estudos na Pontifícia Universidade Gregoriana e na Universidade La Sapienza, em Roma. Foi ordenado sacerdote em 1905. Em 1922 foi nomeado bispo da diocese de Acireale, Sicília. Foi núncio apostólico na Venezuela, Peru, Equador, Bélgica e Luxemburgo, tendo sido transferido para a nunciatura apostólica em Portugal em 1953. Em 1958 foi criado cardeal pelo Papa João XXIII.
A 15 de maio de 1965 o Santuário de Fátima recebeu a primeira rosa de ouro das mãos do cardeal Fernando Cento, enviado de Paulo VI.